# Planay (Savoie)
Planay (frankoprovenzalisch: L Plané) ist französische Gemeinde mit 441 Einwohnern (Stand: 1. Januar 2022) im Département Savoie in der Region Auvergne-Rhône-Alpes (vor 2016 Rhône-Alpes). Sie gehört zum Arrondissement Albertville und zum Kanton Moûtiers (bis 2015 Kanton Bozel). Sie ist außerdem Teil des Gemeindeverbands Val Vanoise Tarentaise. Die Einwohner werden Planerains genannt.

## Geographie
Planay liegt etwa 36 Kilometer südwestlich von Albertville. Hier mündet der Doron de Pralognan in den Doron de Bozel. Umgeben wird Planay von den Nachbargemeinden Champagny-en-Vanoise im Norden und Osten, Pralognan-la-Vanoise im Süden und Osten, Courchevel im Südwesten sowie Bozel im Westen und Nordwesten.

## Geschichte
1893 wurde Planay aus der Gemeinde Pralognan (früher: La Vanoise, heute: Pralognan-la-Vanoise) ausgemeindet.

## Bevölkerungsentwicklung
| Jahr                       | 1962 | 1968 | 1975 | 1982 | 1990 | 1999 | 2006 | 2013 |
| Einwohner                  | 627  | 564  | 526  | 364  | 347  | 412  | 428  | 397  |
| Quellen: Cassini und INSEE |      |      |      |      |      |      |      |      |